# Donadío
Donadío era un conjunto de bienes que los reyes cristianos de la Edad Media española concedían en propiedad a una persona o institución, habitualmente como premio a su apoyo o participación en la Reconquista, en los denominados repartimientos: un sistema de recompensas que (tras una investigación a cargo de agentes del rey) repartía los inmuebles de una ciudad o las tierras de su entorno rural de forma proporcional a su contribución militar; lo que convertía a estos en una forma de repoblación que beneficiaba especialmente a los nobles o instituciones que tuvieran una mayor capacidad de movilizar huestes. En el repartimiento que se efectuó en Sevilla, los donadíos fueron grandes latifundios que correspondieron a los más altos nobles y funcionarios, a las órdenes militares e instituciones eclesiásticas; mientras que con el nombre de heredamientos se designaron a las medianas y pequeñas parcelas y propiedades entregadas a caballeros de linaje, caballeros y peones: los primeros recibieron veinte aranzadas de olivar, seis de viñas, dos de huerta y dos yugadas de pan; los segundos ocho aranzadas de olivar y dos yugadas de pan y los últimos cuatro aranzadas de olivar y una yugada de pan.
La concesión de un donadío no obligaba a su propietario a residir en la localidad a la que pertenecían las tierras y, en determinados casos, podía exigirse al concesionario la repoblación del lugar a su costa, sobre todo si se trataba de tierras fronterizas con reinos andalusíes.
El donadío y los repartimientos fueron figuras jurídicas muy comunes durante los siglos XIII y XIV, tanto en la Corona de Castilla como en la Corona de Aragón, y se aplicaron a la repoblación de Andalucía (en las zonas reconquistadas en esa época, especialmente el valle del Guadalquivir), el reino de Murcia, el reino de Valencia y el reino de Mallorca.
En la mayor parte de las ocasiones, además de la propiedad sobre las tierras del donadío, el rey concedía al beneficiario algún tipo de jurisdicción señorial sobre ellas, a modo de feudo. Por ello muchos donadíos sobrevivieron durante todo el Antiguo Régimen como señoríos, con un término y una jurisdicción independiente de las localidades del entorno, aunque incluso se encontrasen despoblados o fueran simples cortijos. En 1837 se suprimió definitivamente en España el régimen señorial y con ello los donadíos se integraron en el término municipal más cercano, como cualquier otra finca rústica de propiedad privada.